# Almont (Michigan)
Pour les articles homonymes, voir Almont (homonymie).
Almont est un village américain situé dans le comté de Lapeer au Michigan.

## Géographie
Almont se trouve dans le sud-est du comté de Lapeer, comté du pouce du Michigan, et fait partie du township d'Almont.
La municipalité s'étend sur environ 1,4 mille carré (3,6 km2).

## Histoire

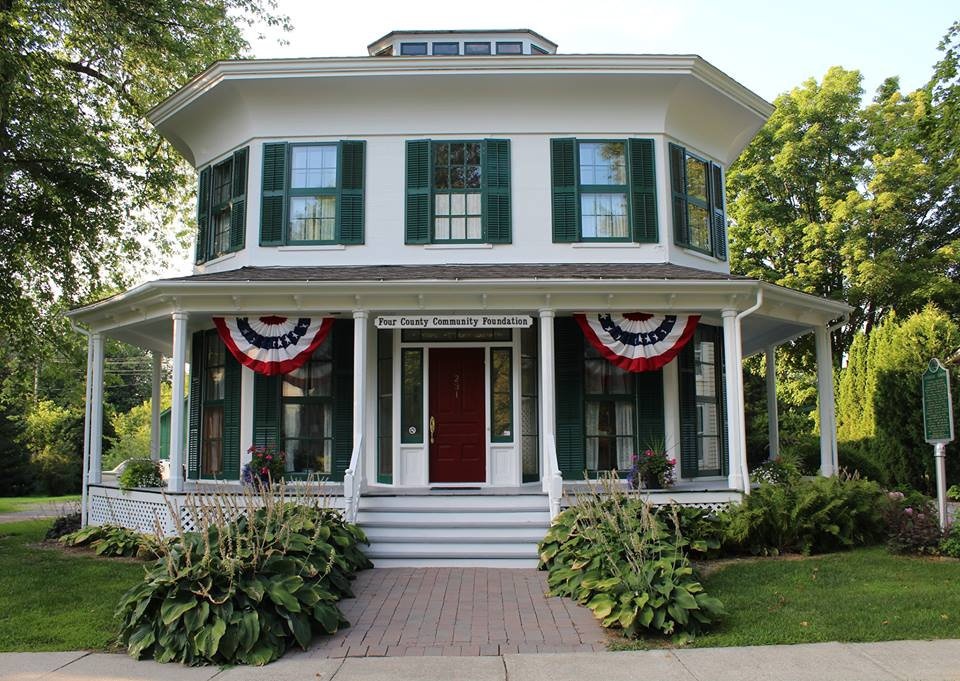
La maison Currier.

En 1827, ou 1828, James Deneen est le premier colon à s'installer sur le site d'Almont,.
Le village d'Almont est fondé en 1833-34 par Daniel Black, sous le nom de Newburg. Son township s'appelle alors Bristol. Le village et le township sont renommés en 1846 en l'honneur du général mexicain Juan Almonte,,.
Le village devient une municipalité en 1865,. Il se développe après la guerre de Sécession, devenant un important centre agricole et sylvicole. Le chemin de fer atteint Almont en 1882, avant d'être abandonné en 1942,.
Almont compte deux sites inscrits au registre national des lieux historiques : la maison Currier, une maison octogonale construite au milieu du XIXe siècle par Frederick P. Currier,, et le district historique de West Saint Clair Street, comprenant une quinzaine de maisons d'hommes d'affaires locaux dans différents styles architecturaux du XIXe siècle (Greek Revival, néogothique, italianisant, Queen Anne et bungalow).

## Démographie
Selon l'American Community Survey de 2018, Almont a un revenu médian par foyer de 52 174 dollars et un taux de pauvreté de 14,4 %, des chiffres proches de ceux du Michigan (54 938 dollars et 14,1 %) mais moins favorables que ceux du pays (60 293 dollars et 11,8 %),
.. Sa population est très majoritairement blanche (97 %), et compte une petite communauté asiatique (2 %). Si 91 % de ses habitants parlent l'anglais à la maison, 6 % utilisent l'espagnol chez eux.